# Charles G. D. Roberts

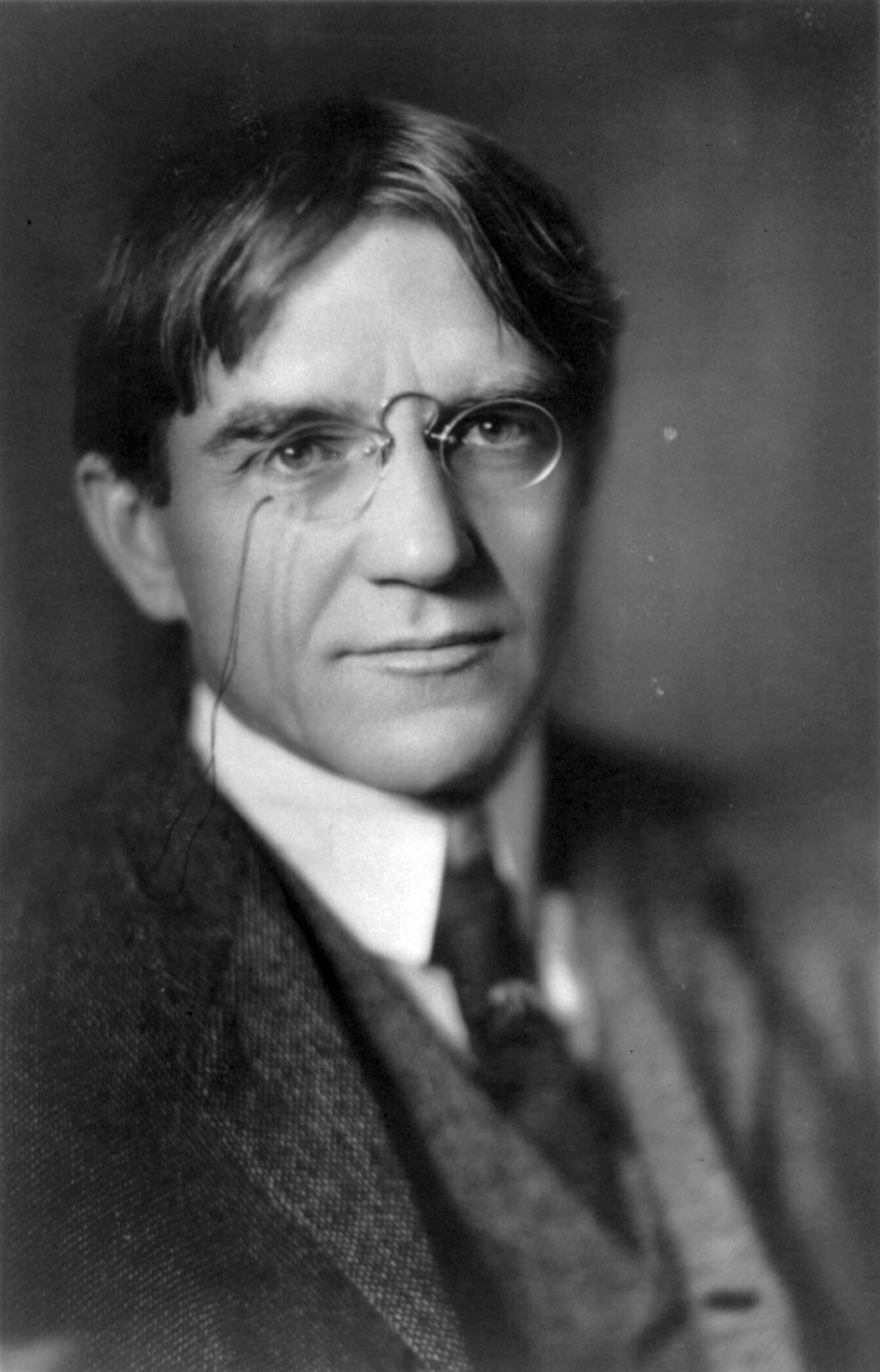
Charles G. D. Roberts (1904)

Sir Charles George Douglas Roberts (* 10. Januar 1860 in Douglas/New Brunswick; † 26. November 1943 in Toronto) war ein kanadischer Lyriker und Schriftsteller, der als „Vater der kanadischen Lyrik“ bekannt wurde.

## Leben
Roberts wuchs als Sohn eines anglikanischen Pfarrers in Frederictown auf und besuchte dort mit seinem Cousin Bliss Carman die von George R. Parkin geleitete Collegiate School. Bis 1879 studierte er dan an der University of New Brunswick. In dieser Zeit erschienen seine ersten Gedichte in der Zeitschrift The Century. Er wurde dann Direktor der Grammar School von Chatham und veröffentlichte seinen ersten Gedichtband Orion and other Poems. 1890 heiratete er Mary Isabel Fenety, mit der er vier Kinder bekam. 1882 übernahm er die Leitung der York Street School in Fredericton.
Kurze Zeit arbeitete er in Toronto für die Zeitschrift The Week, bevor er 1885 Professor für Englisch, Französisch und Ökonomie am King's College in Windsor (Nova Scotia) wurde. In den zehn Jahren seiner Tätigkeit hier erschienen zwei weitere Gedichtbände (In Divers Tones und Songs of Common Day), der Prosaband History of Canada und mehrere Erzählungen. 1890 wurde er Fellow der Royal Society of Canada. 1898 wurde er in die American Academy of Arts and Letters gewählt.
1897 trennte sich Roberts von seiner Familie und ging nach New York. Zwischen 1907 und 1925 reiste er durch Europa und hatte seinen Wohnsitz in London. Er diente im Ersten Weltkrieg in der britischen und kanadischen Armee, hielt Vorträge und gab The Illustrated American in New York heraus.
Ab 1925 lebte er in Toronto, wo er weiter publizierte, sich der Förderung junger kanadischer Schriftsteller widmete, Präsident der Canadikan Authors' Association wurde und das Canadian Who is Who herausgab. Er, sein Cousin Bliss Carman, Archibald Lampman und Duncan Campbell Scott wurden als die Confederation Poets (oder auch „Confederation Group“) bekannt, eine Gruppe von Lyrikern deren Werk das von der Konföderation inspirierte nationale Bewusstsein zum Ausdruck brachte. Neben Ernest Thompson Seton gilt er als bedeutendster kanadischer Autor von Tiergeschichten, z. B. in The heart of the ancient wood. 1926 wurde er von der Royal Society of Canada mit der Lorne Pierce Medal für Literatur ausgezeichnet, 1935 in den Adelsstand erhoben.

## Werke (Deutsch)
- Übers. Armin Arnold: Das letzte Hindernis, in Kanadische Erzähler. Hgg. Arnold, Walter E. Riedel. Manesse, Zürich 1967, 1986, S. 49–82.
- Übers. Elke-Maria Pötzschke: Mütter des Nordens. in Gute Wanderschaft, mein Bruder! Eine kanadische Anthologie. St. Benno Verlag, Leipzig o. J. (1986), S. 5–12.